# Laponie du Nord
La Laponie du Nord (finnois : Pohjois-Lapin seutukunta) est une sous-région de la Laponie en Finlande. 
Au niveau 1 (LAU 1) des unités administratives locales définies par l'Union européenne elle porte le numéro 197.

## Municipalités
La sous-région de Laponie du Nord est composé de 3 municipalités:
| Blason              | Municipalité             |
| ------------------- | ------------------------ |
| Blason d'Inari      | Inari (municipalité)     |
| Blason de Sodankylä | Sodankylä (municipalité) |
| Blason              | Utsjoki (municipalité)   |

## Population
Depuis 1980, l'évolution démographique de la sous-région de Laponie du Nord est la suivante:
| Année      | 1980   | 1985   | 1990   | 1995   | 2000   | 2005   | 2010   |
| ---------- | ------ | ------ | ------ | ------ | ------ | ------ | ------ |
| population | 18 496 | 19 257 | 19 649 | 20 155 | 18 676 | 17 622 | 16 854 |

## Politique
Les résultats de l'élection présidentielle finlandaise de 2018:
- Sauli Niinistö   56.9%
- Paavo Väyrynen   14.9%
- Pekka Haavisto   8.2%
- Matti Vanhanen   6.7%
- Laura Huhtasaari   5.5%
- Merja Kyllönen   5.2%
- Tuula Haatainen   2.0%
- Nils Torvalds   0.5%